# Melaleuca pallescens
Melaleuca pallescens là một loài thực vật có hoa trong Họ Đào kim nương. Loài này được Byrnes mô tả khoa học đầu tiên năm 1984.